# Krista Guloien
Krista Guloien   (New Westminster, 20 de març de 1980) és una remadora canadenca de Port Moody.

## Biografia
Va competir als Jocs Olímpics de Pequín 2008, en l'especialitat de quatre scull. Als Jocs Olímpics de Londres 2012, va formar part de l'equip canadenc en l'especialitat del vuit i va guanyar la medalla de plata.
Estudia criminologia en la Universitat de Simon Fraser.